# Крварење у дигестивном тракту
Крварење у дигестивном тракту је озбиљно клиничко стање, које у највећем броју случајева захтева болничко лечење. Акутна желудачноцревна крварења због драматичне клиничке слике најчешће захтевају ургентни дијагностички и терапијски приступ процедурама, у прехоспиталном и хоспиталном лечењу. Болесници са крварењем у дигестивном тракту спадају у врло хетерогену групу због крварења из великог броја најразличитијих разлога. Из практичних разлога болесници из ове групе деле се на оне; који крваре из горњих делова дигестивног тракта (у дигестивној цеви, од усне дупље до Treitz-овог лигамента), и на оне који крваре из доњих партија дигестивног тракта (испод Treitz-овог лигамента до ануса).
Инциденца крварења из дигестивном тракт има тренд непрестаног раста у регионима са лошијим социоекономским стандардом, и значајно је већ а код особа мушког пола старије животне доби.
Захваљујући новим технологијама и напретку медиицине, пре свега у домену интензивне неге, без обзира на стални пораст оболелих, укупан морталитет, који износи 7-10% готово да се није променио у последњих четрдесет година. Од 3 до 15% епизода крварења из дигестивног тракта лечи се оперативно.

## Епидемиологија
Крварење из горњих партија дигестивног тракта
Крварење из горњих партија дигестивног тракта има инциденцу од 150 на 100.000 одраслих годишње и један је од разлог за 1,5% свих ургентних хоспитализација у свету (отприлике један на хиљаду становника годишње у развијеним земљама света).
Најчешћи узрок крварења из горњих партија дигестивног тракта су желудачнодванаестопалачни чир и ерозије, у готово тричетвртине случајева. Болесниви са једном епизодом крварења из чира имају доживотно два пута већи ризик од новог крварења у односу на остали део популације, док болесници са две епизоде крварења имају више од 35% могућности да поново прокрваре. 
Најчешћи узроци крварењем из горњих делова дигестивног тракта
| Узрок                                    | Учесталост (%) |
| ---------------------------------------- | -------------- |
| Улкусна болест                           | 35-50          |
| Ерозије желуца и дванаестопалачног црева | 8-15           |
| Езофагитис                               | 5-15           |
| Варикозитетети једњака                   | 5-10           |
| Mallory-Weiss лезија                     | 15             |
| Малигнитети горњих делова ГИС-а          | 1              |
| Васкуларне малформације                  | 5              |
| Ретки други узроци                       | 5              |

Крварење из доњих партија дигестивног тракта
Према најновијим проценама годишња инциденца крварења из доњих партија дигестивног тракта креће се од 20,5 до 27 случајева на 100.000 одраслих становника. Међутим инциденца значајно расте са старењем, тако да је и за 200 пута већа код становника од треће до девете деценије живота.
Најчешћи узроци крварењем из доњих делова дигестивног тракта
| Узрок | Учесталост (%)             |
| --- | -------------------------- |
| Дивертикулоза | 20-55 (средња вредност 33) |
| Ангиодисплазија дебелог црева | 3-37 (средња вредност 8)   |
| Тумори дебелог црева | 8-30 (средња вредност 19)  |
| Колитис, инфламаторне болести црева, инфективни колитис, Исхемијски колитис, пострадијациони колитис, васкулитис, Инфламација непознатог порекла                                                                     | 6-22 (средња вредност 18)  |
| Аноректални узроци | 0-9 (средња вредност 4)    |
| Постполипектомијско крварење, аортоколична фистула, Траума због фекалне импакција, анастомотско крварење | 3-14 (средња вредност 8)   |
| Непознати узроци из дебелог црева | 1-25 (средња вредност 16)  |
| Ангиодисплазија танког црева | 70-80                      |
| Тумори танког црева | 5-10                       |
| Промене узроковане лековима - НСАИЛ, инфекције - ТБЦ, Кронова болест, Мекелов дивертикулум, Золингер-Елисонов синдром, радијациони ентеритис, Васкулитиси, дивертикулоза јејунума, хронична мезентеријалним исхемија | 10-25                      |

## Етиопатогенеза
Акутно крварење из дигестивног тракта представља нагло настало и озбиљно стање организма, чије манифестације зависе од места и интензитету крварења и присуства других болести које могу компромитовати природне механизме хемостазе. 
Крварење у дигестивном тракту деле се на оно из горњег и доњег дела дигестивног тракта. Треитзов лигамент представља природну границу на основу које се одређује да ли је крварење из горњег или доњег дела дигестивногтракта. У 80% случајева крварење потиче из горњег, а у 20% из доњег дела (у 2% случајева из јејунума и илеума, и 18% из дебелог црева.
Нагло настало крварење не доводи у прво фази до промена вредности хематокрита због пропорционалног губитка плазме и ћелијских елемената. Тек по активацији компензаторних механизама и преласку екстрацелуларне тености у интраваскуларни простор долази до његовог пада. Овај процес започиње кратко време након крварења и траје 24-72 часа. Ови фактори утичу на тежину крварења непосредно након њговог настанка па не треба процењивати вредностима хематокрита. Вредност хематокрита опада тек након неколико сати или дана, или после интравенске надокнаде волумена. С тим у вези вредност хематокрита може падати и даље након престанка крварења, те је његова примена ограниена у праћењу крварења.

## Клиничка слика
Клинички знаци желудачноцревног крварења само су објективне и субјективне манифестације, етиологије и интензитета крварења. Губитак крви из дигестивног тракта клинички се манифестује следећим знацима и симптомима:
Хематемеза
Хематемеза од (грч. речи αἷμα, haima - крв и ἔμεσıς - повраћање) једна је од две видљиве манифестације крварења иѕ дигестивног система (ДИС), у које поред хематемезе спада и хематохезија и/или мелена. Настаје као последицу крварења из проксималних делова дигестивног система завршно са дуоденојејуналним спојем. Карактерише се повраћањем свеже (црвене) крви или хематинизираног садржаја (тамнобраон до црне боје сличног талогу кафе) услед дејства хлороводиничне киселине која у контакту се крвљу ствара хематин који желудачном садржају даје црну боју. Манифестације хематемезе зависе од места крварења, интензитета крварења и присуства других болести које могу компромитовати природне механизме хемостазе. Губитак крви је просечно око 1.000 ml. Учестало и обилно повраћање крви указује на озбиљно крварење у ДИС-у, и захтева хитну дијагностику и правовремену терапију.
Мелена
Мелена (лат. melaena) је дефекација црне, течне, путридне, задржане столице. која може да буде свежа и стара;
- Свежа мелена. је карактеристична за актуелно крварење.
- Стара мелена је карактеристична за Формирану црну столицу, која указује да је болесник крварио, али је крварење у међувремено престало.

Временски период за промену боје столице код мелене, обично је око 8 часова. Минимална количина искрварења у лумену дикестивног тракта, потребна да се јави мелена, је од 50 до 100 мл. Просечан губитак крви који доводи болесника код лекара због мелене најчешће је већи или око 500 мл крви.
Мелена не сме бити замењена са столицом зеленкасте боје која је пореклом од уноса гвожђе или црном столицом која не заудара, изазваном уносом бизмута. Извор крварења је у већини случајева изнад Треицовог лигамента, али се мелена може јавити и код крварења из танких црева и цекума.
Хематохезија
Хематохезија (лат. hematochesio) је пролазак светлоцрвене свеже крви или свежих угрушка кроз завршно црево (ректум), са столицом или без ње. Столица код хематохезије може бити нормално пребојена, или тамније боје.
Крварење из доњих партија дигестивног тракта карактерише се по боји и типу крваве столице као;
- Ссветло црвено код крварења из ректума,
- Тамнобраон столица, коју чиние свежа крв и коагулуми код крварења из колона.

Ови описи и дефиниција постају проблематични када се схвати да крв која пролази кроз ректум може потицати из било ког дела желудачноцревног система. Тешка крварења из горњих партија дигестивног тракта (која су најчешће у облику мелене), код масивних и брзих пролазака крви кроз црева могу се манифестовати и као хематохезија у око 2% болесника.
Удружени симптоми
Симптоми удружени са губитком крви могу се јавити пре појаве манифестног крварења (нпр. знаци акутне анемије слабост, клонулост, хладно презнојавање, бледило коже и видљивих слузокоже, ређе и колапса). 
За тежину крварења и њене последица по организам важнији чинилац од брзине губитка крви, је волумена изгубљене крви. Благи губитак од 10% до 15% укупног волумена крви не мора изазвати хемодинамичне поремећаје због могућности укључивања компензаторних механизама, који извесно време успоравају напредовања поремећаја. Међутим, код профузног крварења, компензаторни механизми не могу довољно брзо реаговати и може се развити хиповолемијски шок, након губитка само 10% циркулишућег волумена крви.

## Дијагноза
Иако се дијагностика крварења у дигестивном тракту све више заснива на високо софистицираној дијагностици неопходне је у овој области и даље примењивати основне методе за идентификацију извора крварења, а то су у лична анамнеза (историја болести) и физикални преглед.

### Анамнеза
Анамнестички подаци који се могу добити код болесника са знацима крварења у дигестивном тракту су:
- Природа и дужина крварења, укључујућ и пребојеност столице и/или повраћаног садржаја и учесталост пражњење, односно повраћања. [тражи се извор]
- Хронично или повремено узимање аспирина, НСАИЛ, антикоагулантне терапије (која може бити разлог крварења из свих сегмената дигестивног тракта, посебно горњих партија)[тражи се извор]
- Често повраћање посебно код алкохолиара којме је претходила хематемеза може указати на расцеп мукозе на езофагогастричном споју (Мелори Вајс синдром). [тражи се извор]
- Анемија, губитак у тежини, бол у трбуху, позитивна породична анамнеза могу бити пратилац тумора дигестивног тракта.[тражи се извор]
- Бол у стомаку, промена у навици пржњење црева која месецима претходи другим симптомима, наизменично смењивање затвора и обилних, изузетно смрдљивих учесталих столица. Крвавослузави проливи праћени болом у трбуху  могу указати на исхемијски колитис.
- Крв на површини столице, може упутити на тумор левог колона.
- Дуготрајна анемија рефрактерна на терапију код особа старијих од 40 година, уз позитиван тест на окултно крварење из дигестивног тракта, може указати на тумор десног колона. [тражи се извор]
- Лажни позиви на столицу (тенезми), крв у столици, смањење обима формиране столице (столица као оловка) могу указати на карцином ректума.
- Ако је крварење присутно током хигијенског чишћења, уз перианалну иритацију и свраб, разлог могу бити спољњи или пролабирани хемороиди, аналне фисуре или екскоријације. [тражи се извор]
- Крварење током купања у води може бити последица сексуалних навика.[9]
- Релевантни подаци о претходним епизодама крварења, трауми, претходним операцијама у стомаку. [тражи се извор]
- Инфламаторне болести црева, навођење у анамнези радијационе терапије. [тражи се извор]
- Подаци о постојећим инсуфицијенцијама појединих органа и органских система (укључујући кардиопулмоналне, бубрежне и хепатичне болести). [тражи се извор]
- Присуство или одсуство болова у грудима, диспнеја у мировању или при напору, блажа главобоља или постурални симптоми.[тражи се извор]

### Физикални преглед
Физикални преглед би требало да обухвати:
Мерење крвног притиска, пулса
Пад артеријског крвног притиска већи од 10 mmHg или увећање фреквенце пулса за више од 10 откуцаја у минути указује на губитак крви акутног типа већи од 800 ml (15% укупног циркулаторног волумена). 
Аускултацију срца
Значајна тахикардија и тахипнеја, прћена хипотензијом и измењеним менталним стањем (поспаност) указују на губитак крви већи од 1.500 мл (30% циркулаторног волумена).
Палпација (опипавање трбуха)
Опипавањем трбуха може се установити абдоминална осетљивост код нпр перитонитиса и присуство абдоминалних маса.
Палпацијом се такође може открити  увећана и тврда јетра, асцитес, наглашен венски црте` предњег трбушног зида уз иктерус (што може указати на цирозу јетре, као вероватан узрок крварења из езофагогастриничних варикса), палпабилне тумефакте у епигастријуму (код карцинома желуца као узрока крварења) или у доњим партијама (тумори колона).
Дигиторектални преглед
Овим прегледом могу се открити промене у завршном цреву и аналном отвору (хемороиди, полипи, тумори).
Електрокардиограм
Електрокардиограм треба начинити код болесника старије од 50 година, и млађих болесника са ризико факторима за настанак обољења коронарних крвних судова или историјом аритмије, те код болесника са боловима у грудима или сензацијама са предње стране грудног коша повезаним са епизодом крварења. 

### Лабораториски тестови
Иницијалним лабораторијским анализама у дијагностици крварења из дигестивног тракта обухватитити:
| Врста анализе               | Тумачење |
| --------------------------- | --- |
| Хемоглобин и хематокрит     | - Хематокрит или иницијални хемоглобин, не мора увек да представља прави степен губитка крви собзиром да наступа „контракција“ волумена. - Вредности хематокрита опадају како екстраваскуларна теност улази у васкуларне просторе (изједначавање концетрација између телесних одељака тећности). - Праве вредности приказаће се тек након 24-72 часова од престанка крварења.                                                                                    |
| Серумски електролити        | - Одређивањем серумских електролита пре свега треба одредити опште нивое електролите, азотних материја и креатинин. - Код крварења из горњих партија дигестивног тракта ниво азотних материја расте без пораста креатинина. Проомене настају као последица апсорпције протеина из крви у дигестивном тракту и због дехидрације. - Међутим, одсуство увећа азотних материја у крви не значи истовремено и одсуство крварења из горњих партија дигестивног тракта. |
| Коагулациони статус         | - Коагулациона статус, је од посебног значаја, уколико постоји податак у болесниковој анамнези о болестима јетре или употреби антикоагулантне терапије од стране болесника. |
| Крвна група и интерреакција | |

## Диференцијалнa  дијагноза
Диференцијално дијагностичке разлике крварења из гастроинтестиналног тракта  приказане су на овој табели:
| Хематемеза                      | Мелена | Хематохезија |
| ------------------------------- | --- | --- |
| Крварење из горњих делова ГИС-а | Крварење из горњих делова ГИС-а Могуће крварење из танког црева и цекоасцендентног дела колона (успорен транзит или је крварење мањег интензитета - разграђена крв - деградација цревних бактерија Псеудомелена (препарати гвожђа, бизмута, обојени сокови) | Крварење из горњих делова ГИС-а Могућа крварења из горнњих делова ГИС-а (5-10% могућа брза праћњења црева - задржавање крви у цревима мање од od 8 h или губитак крви већи од 1.000 ml) |

## Терапија
Први корак у лечењу свих болесника са крварењем из дигестивног тракта је брза процена озбиљности крварења, за којом одмах следе мере надокнаде волумена циркулишуће крви, или иницијална примена течности кроз широке интравенске линије.
Ако се сумња на акутно крварење и постоји хемодинамска нестабилност, мора се обезбедити приступ са две интравенска (ИВ) катетера великог пречника.
Пацијенти са тешким крварењем у дигестивном тракту требло би да буду примљени у интензивну негу.
Код крварење из варикозитета, гастролози би требало ендоскопски да контролишу активно крварење склеротерапијом, еластичном лигатуром (за варикозне вене једњака или за хемороиде) или (у ретким случајевима) трансјугуларним интрахепатичним портосистемским шантом (ТИПС).
Неуспех у контроли крварења може захтевати постављање Сенгстакен-Блајкоморе сонде са балоном за привремену тампонаду ако ендоскопско лечење не успе или није могуће у том тренутку због масивног крварења.
Значајно крварење из дигестивног тракта које се не може контролисати (нпр  због чира на дванаестопалачном цреву или варикозитета у проксималном делу  дигестивног тракта, васкуларних малформација, несмањивих тачака интусусцепције) применом претходно наведених техника може захтевати хируршку интервенцију, као што је лапароскопија.
Отпуштене пацијенте код којих се први пут јављају незнатне количине крварења треба да прати лекари примарне здравствене заштите због евентуалне појаве нови еизода крварења. Мада је, већина ових случајева доброчудна и самоограничавајућа.
Деца која имају крварење у горњем или доњем делу дигестивног тракта из болнице без педијатријске интензивне неге треба да буду одмах пребачена у такву установу када су довољно стабилна.